# Daphne holosericea
Daphne holosericea är en tibastväxtart som först beskrevs av Friedrich Ludwig Diels, och fick sitt nu gällande namn av Hamaya. Daphne holosericea ingår i släktet tibaster, och familjen tibastväxter.

## Underarter
Arten delas in i följande underarter:
- D. h. thibetensis
- D. h. wangeana